# Skorogoszcz
Skorogoszcz (deutsch Schurgast) ist eine Ortschaft in der Gemeinde Lewin Brzeski im Powiat Brzeski der polnischen Woiwodschaft Oppeln. Die oberschlesische Ortschaft Schurgast hatte bis 1945 das Stadtrecht inne.

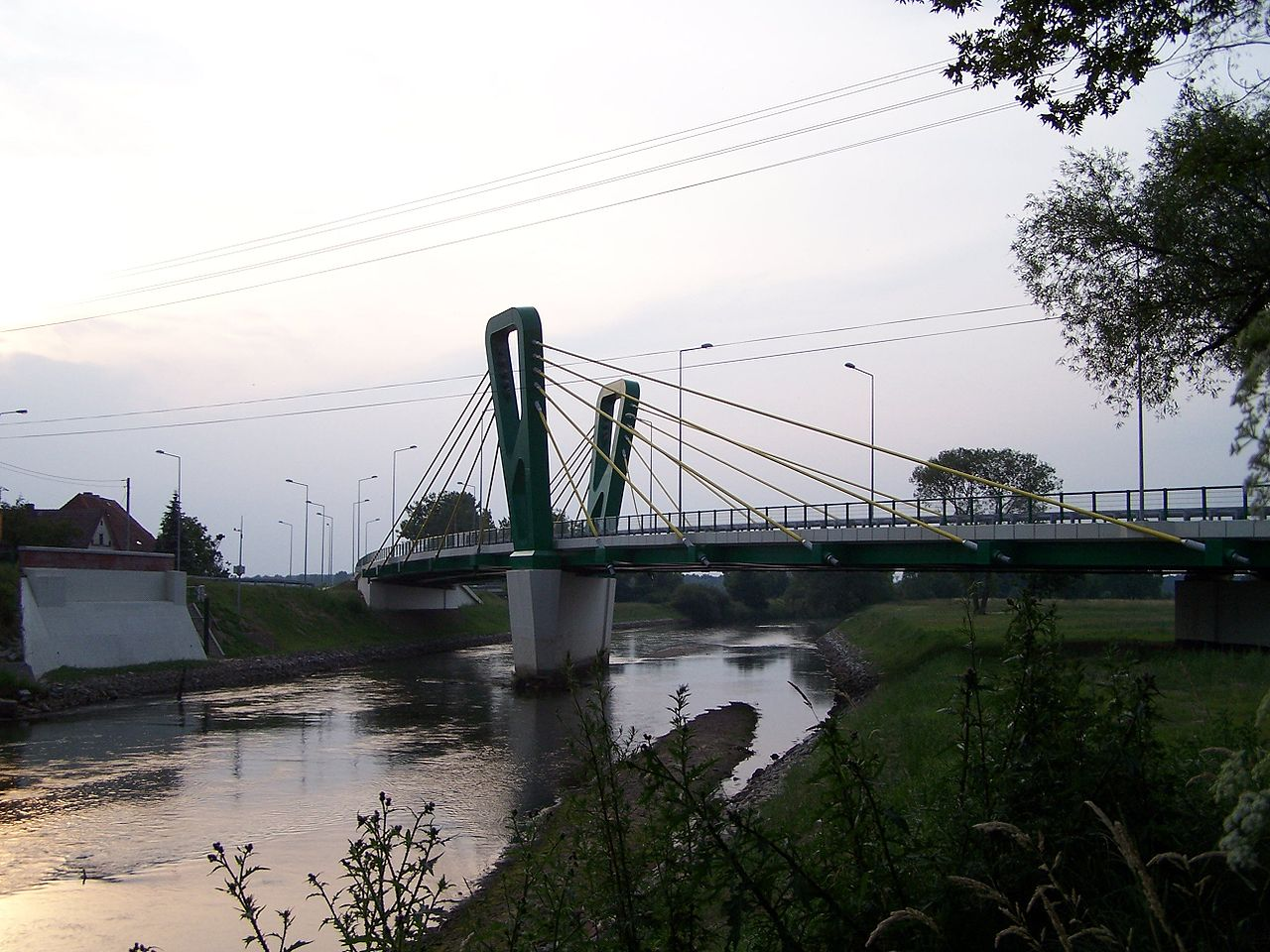
Die Glatzer Neiße in der Ortschaft

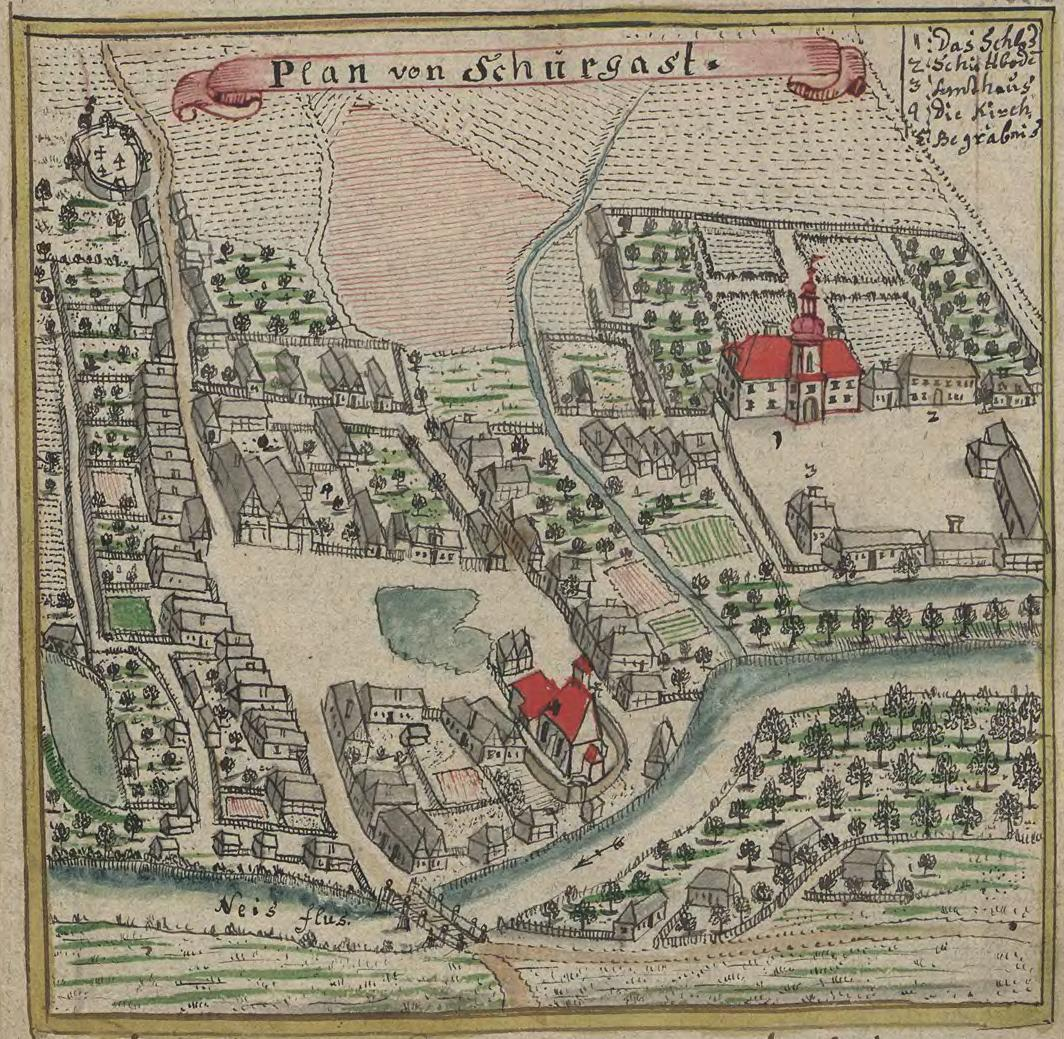
Plan von Schurgast in der zweiten Hälfte des 18. Jahrhunderts

## Geographie

### Geographische Lage
Die Ortschaft liegt im Westen der historischen Region Oberschlesien am rechten Ufer der Glatzer Neiße auf 159 m ü. NHN,   sechs Kilometer östlich von  Lewin Brzeski (Löwen), 20 Kilometer südöstlich von  Brzeg (Brieg) und 19 Kilometer nordwestlich von  Oppeln.
Das Umland gehört zur Schlesischen Tiefebene am Rande des  Glatzer Neiße-Tals hin zur Falkenberger Ebene. Durch den Ort verläuft die Landesstraße Droga krajowa 94.

### Nachbarorte
Nachbarorte von Skorogoszcz sind im Osten Chróścina (Weißdorf), im Südosten Borkowice (Borkwitz), im Westen der Gemeindesitz Lewin Brzeski (Löwen) und Buszyce (Buchitz) sowie im Norden Wronów (Frohnau) und Mikolin (Nikoline).

## Geschichte

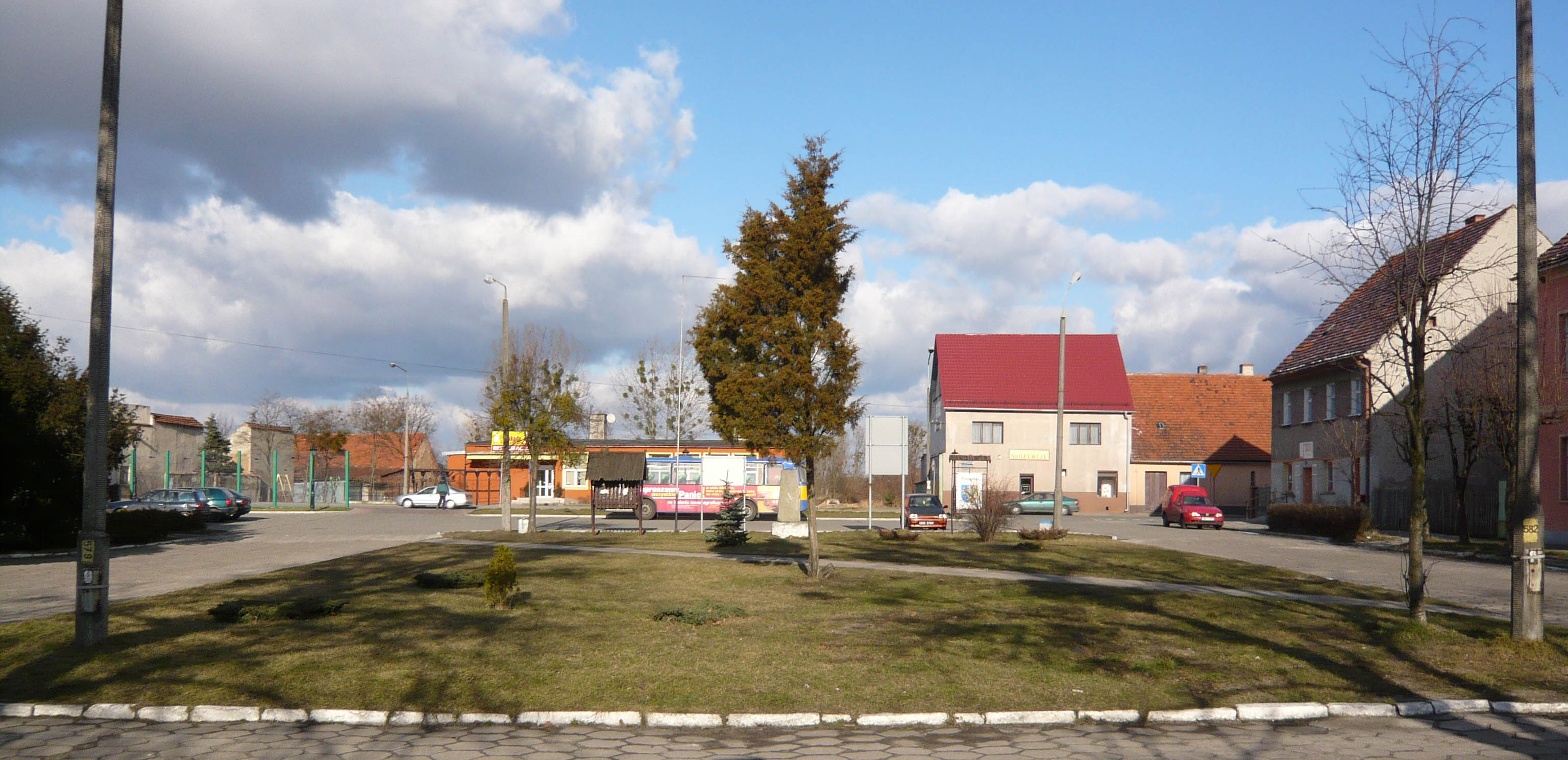
Ring

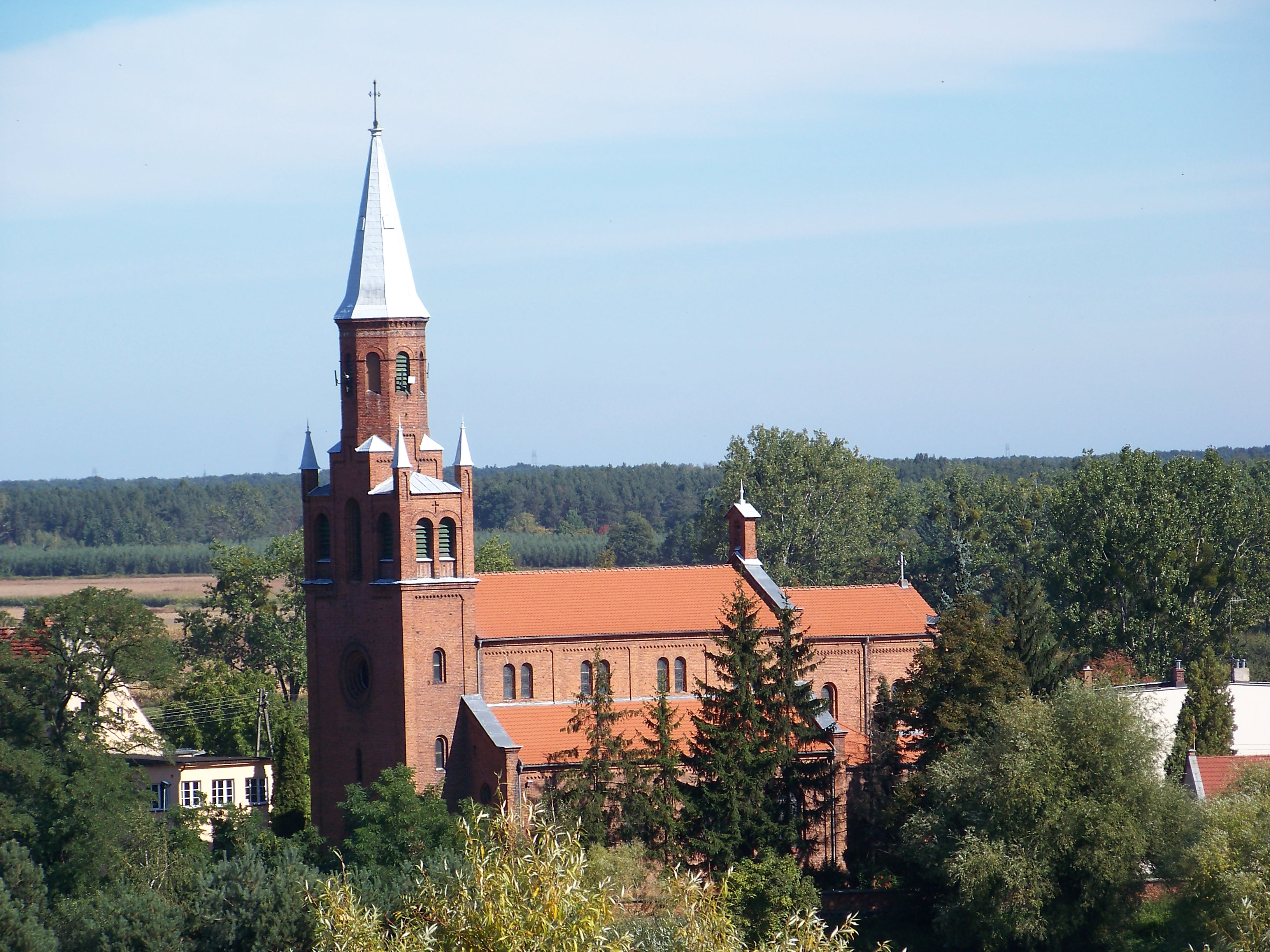
Katholische Pfarrkirche St. Jakobus

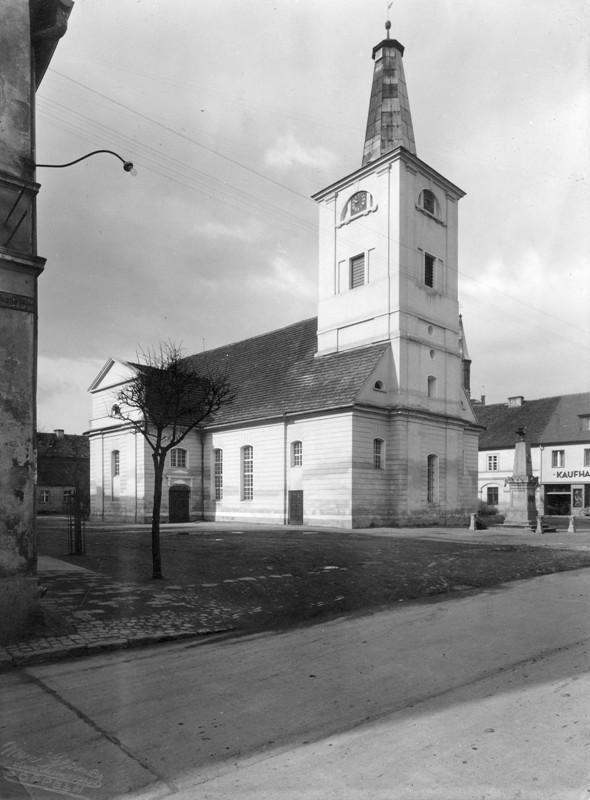
Ehemalige evangelische Kirche auf dem Ring im Jahr 1934 (1945 zerstört)

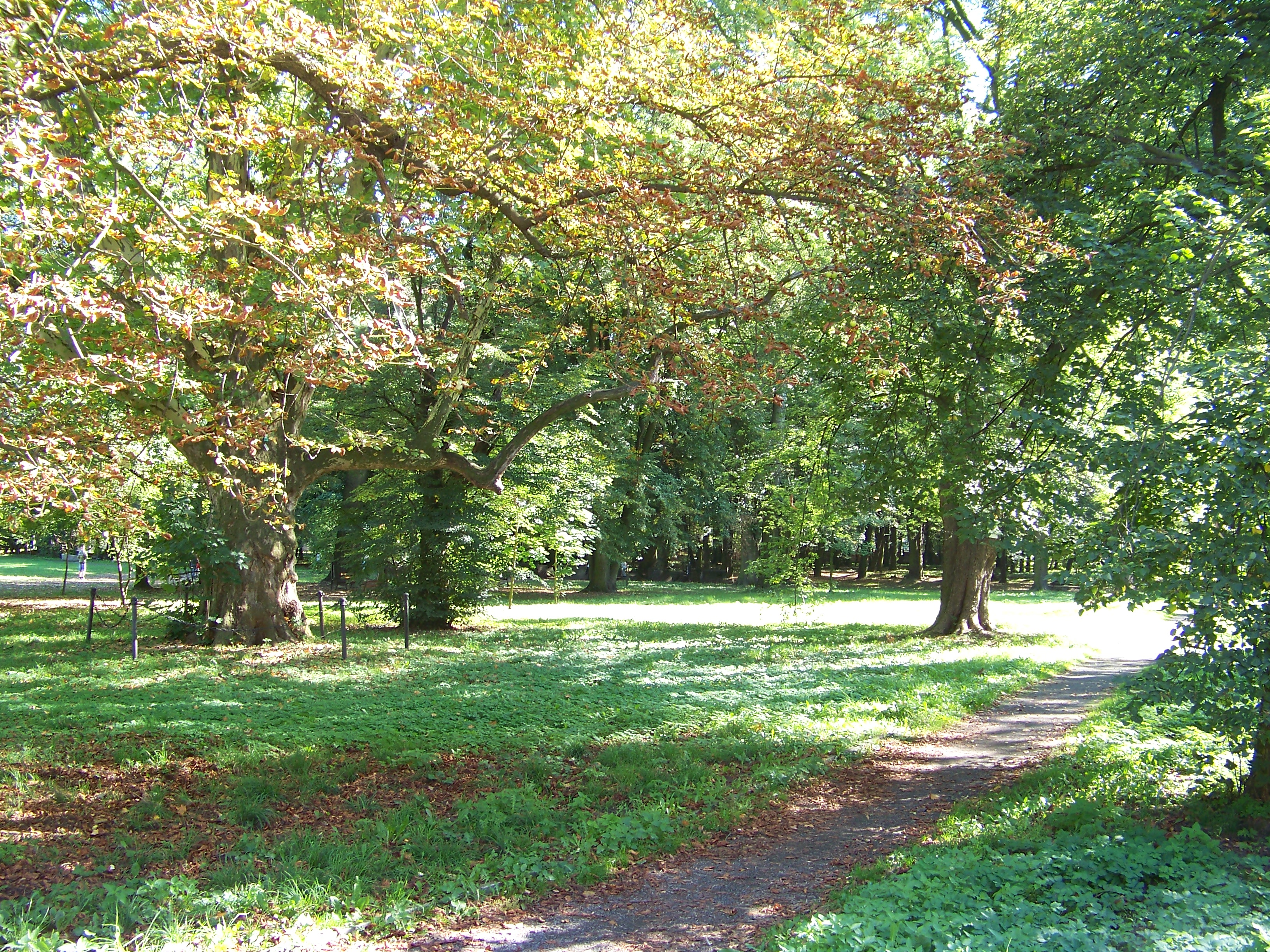
Schlosspark

Der Ort Schurgast wurde 1223 erstmals als Scorogostov most urkundlich erwähnt, wobei außerdem die Einweihung der Kirche in Anwesenheit von Bischof Lorenz von Breslau erwähnt wird. 1228 wird der Ort als Scorogostov erwähnt. 1239 wurde der Ort als Storogostomnost erwähnt. Im Jahre 1271 erhielt der Ort das Stadtrecht. 1300 wird für Schurgast ein Vogt und eine Zollstelle erwähnt. 1328 wird die Stadt Surgasd von Herzog Boleslaw im Tausch gegen Bowallno erworben.
1719 zerstörte ein Brand fast den kompletten Ort. Am 14. September 1741 rückte das preußische Heer in Schurgast ein. Der Wiederaufbau des Ortes war weiterhin im Gange und zählte 1741 nur knapp 300 Einwohner. Nach dem Ersten Schlesischen Krieg 1742 fiel Schurgast mit dem größten Teil Schlesiens an Preußen. Kurz darauf begannen rund um Schurgast Arbeiten zum Bau eines Fort. Kurz nach Fertigstellung dieser wurde die Anlage wieder aufgegeben. Die durch den Brand verlorenen Stadtrechte wurden 1760 durch König Friedrich II. wieder verliehen. 1770 wurde im Ort eine evangelische Schule eingerichtet. 1783 zählte der Ort 62 Bürger.
1802 begannen die Arbeiten für die evangelische Kirche am Ring. Der Kirchenbau wurde 1806 fertiggestellt und am 30. September 1806 geweiht. Nach der Neuorganisation der Provinz Schlesien gehörte die Landgemeinde Schurgast ab 1816 zum Landkreis Falkenberg O.S. im Regierungsbezirk Oppeln. 1825 erhielt die evangelische Kirche von Schurgast zusätzlich einen Kirchturm. Am 16. Juni 1835 wurde der Ort erneut durch ein Feuer zerstört. Dabei wurden 24 Wohnhäuser, 45 weitere sowie die katholische Pfarrkirche zerstört. 1845 bestand der Ort aus der Dorfgemeinde Schurgast und der Schloßgemeinde Schurgast. Die Dorfgemeinde zählte 21 Häuser und 150 Einwohner, davon 74 evangelisch. Die Schloßgemeinde zählte ein Schloss, eine Ziegelei, eine Brauerei, eine Brennerei und 34 Häuser. 1845 lebten 294 Menschen in der Schloßgemeinde, davon 144 evangelisch. 1865 lebten 705 Menschen im Ort, davon 361 katholisch, 337 evangelisch und sieben jüdisch. 1874 wurde der Amtsbezirk Schloss Schurgast gegründet, welcher aus den Landgemeinden Schurgast, Dorf, Schurgast, Schloß und Weißdorf und den Gutsbezirken Schurgast und Weißdorf bestand. Erster Amtsvorsteher war der Rittergutsbesitzer von Cramon in Schurgast. 1885 zählte Schurgast 719 Einwohner. Am Anfang des 20. Jahrhunderts befanden sich in Schurgast eine Korbflechtschule und eine Korbflechterei.
1930 wurde über die Glatzer Neiße eine Stahlbrücke erbaut. 1933 hatte Schurgast 1.096 Einwohner, 1939 zählte der Ort 1.224 Einwohner. Bis 1945 befand sich der Ort im Landkreis Falkenberg O.S.
Beim Herannahen der Roten Armee gegen  Ende des Zweiten Weltkriegs flüchtete
am 22. Januar 1945  die Bevölkerung von Schurgast. Kurz darauf rückte die Kriegsfront bis an die Stadt heran. Die Kämpfe um Schurgast dauerten ca. zwei Wochen lang. Bedingt durch die Kämpfe und den darauffolgenden Einmarsch der Roten Armee am 4. Februar 1945 wurden zahlreiche Gebäude im Ort zerstört, darunter die evangelische Kirche und die Bebauung am Ring. Die Reste der Kirche wurden später beseitigt.
Nach Kriegsende 1945 wurde die Region von der Sowjetunion unter polnische Verwaltung gestellt.
Der bisher  deutsche Ort Schurgast wurde in Skorogoszcz umbenannt. Es begann die Zuwanderung polnischer Migranten, die zum Teil aus Gebieten östlich der Curzon-Linie kamen, wo sie der polnischen Minderheit angehört hatten. Die verbliebenen deutschen Einheimischen wurden im Juni 1946 von der örtlichen polnischen Verwaltungsbehörde  vertrieben.
1950 kam der Ort, der zunächst der Woiwodschaft  Breslau zugeordnet worden war,  zur Woiwodschaft Oppeln. 1999 kam der Ort zum Powiat Brzeski.

## Demographie
| Jahr | Einwohnerzahl | Anmerkungen |
| ---- | ------------- | --- |
| 1816 | 419           | [ 9 ] |
| 1825 | 341           | davon 165 Katholiken, fünf Juden                                                                                                 |
| 1840 | 444           | davon 218 Evangelische (mit der Schlossgemeinde: 294 Einwohner, davon 144 Evangelische)                                          |
| 1855 | 717           | [ 12 ] |
| 1861 | 705           | davon 337 Evangelische, 361 Katholiken, sieben Juden                                                                             |
| 1867 | 694           | am 3. Dezember |
| 1871 | 720           | davon 360 Evangelische; nach anderen Angaben 720 Einwohner (am 1. Dezember), darunter 336 Evangelische, 383 Katholiken, ein Jude |
| 1905 | 949           | davon 459 Evangelische |
| 1910 | 904           | am 1. Dezember, ohne Schloss und Gutsbezirk (222 Einwohner)                                                                      |
| 1933 | 1096          | [ 16 ] |
| 1939 | 1224          | [ 16 ] |

| Jahr | Einwohner |
| ---- | --------- |
| 2006 | 1200      |
| 2011 | 1200      |
| 2021 | 1027      |

## Sehenswürdigkeiten

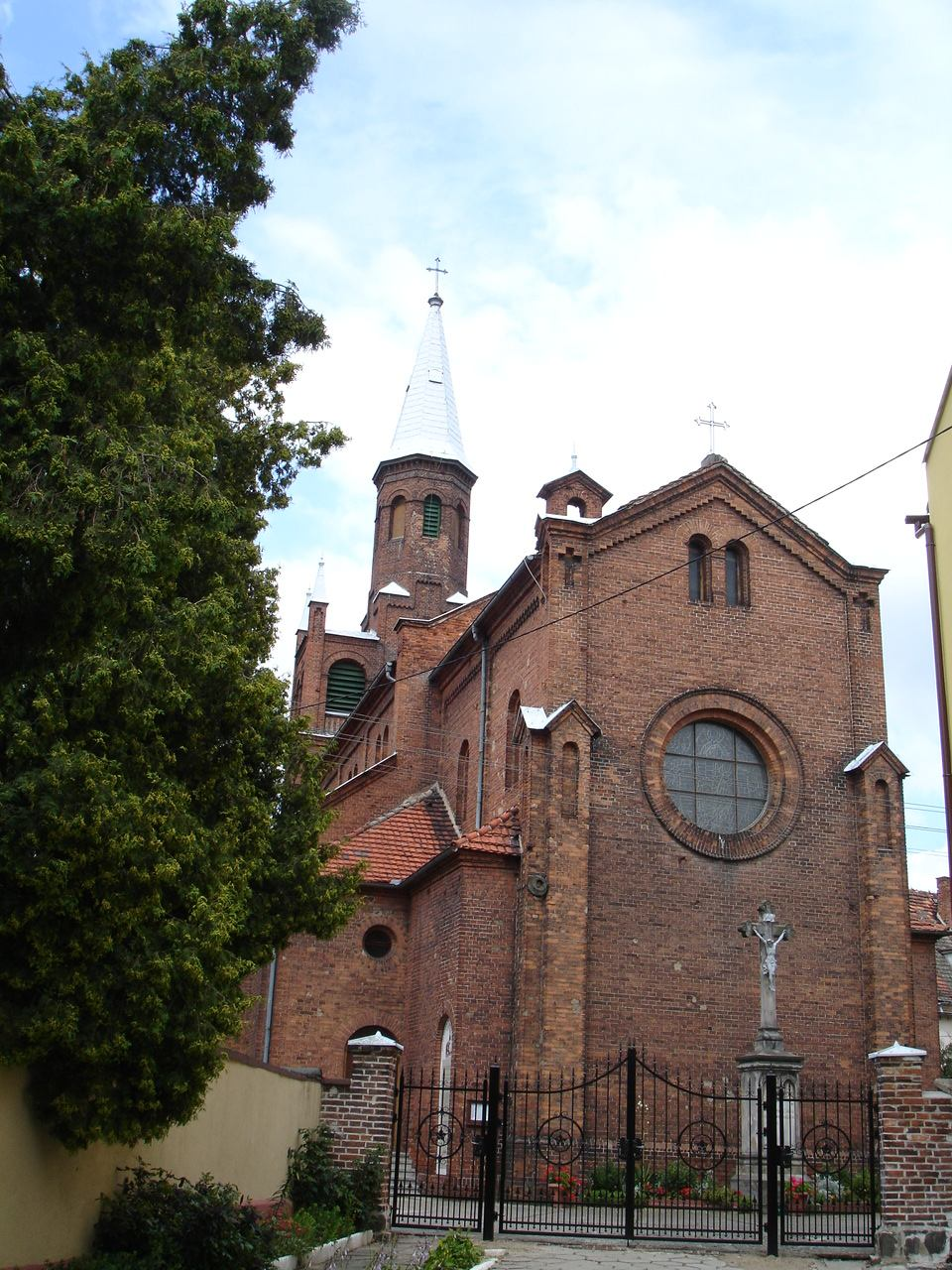
Kirchenschiff der St.-Jakobus-Kirche

### Jakobuskirche
Die römisch-katholische St.-Jakobus-Kirche (polnisch Kościół św. Jakuba Apostoła) wurde 1852 im neoromanischen Stil erbaut. Ein Vorgängerbau wurde bereits im 13. Jahrhundert erbaut, welcher 1835 durch einen Brand zerstört wurde. Der Backsteinbau besitzt einen rechteckigen Chor sowie einen massiven, auf einen rechteckigen Grundriss stehenden Glockenturm am Westportal. Der Hauptaltar ist bestückt mit Figuren des Hl. Jakobus und der HL. Katharina, welche aus dem 16. Jahrhundert stammen. Im Inneren hängt das Gemälde Kuss des Judas von Raphael Schall aus dem Jahr 1853. Das Kirchengebäude wurde 1966 unter Denkmalschutz gestellt.

### Weitere Sehenswürdigkeiten
- Durch Kriegseinwirkung wurde 1945 das Schloss Schurgast zerstört. Erhalten hat sich jedoch der angrenzende Schlosspark.
- Der evangelische Friedhof wurde 1750 angelegt und 1994 unter Denkmalschutz gestellt.[19]
- Der Wasserturm aus dem Jahr 1910 wurde 1999 unter Denkmalschutz gestellt.[19]
- Neogotisches Pfarrhaus aus Backstein
- Gedenkstein zur 777-Jahr-Feier auf dem Ring

## Vereine
- Freiwillige Feuerwehr OSP Skorogoszcz
- Sportverein LZS Skorogoszcz

## Persönlichkeiten
- Karl Gratza (1820–1876), deutscher katholischer Geistlicher und Mitglied des deutschen Reichstags, zwischen 1853 und 1865 Pfarradministrator in Schurgast
- Joseph Wolny (1844–1908), katholischer Geistlicher und Mitglied des Deutschen Reichstags, zwischen 1868 und 1884 Pfarrer in Schurgast
- Fedor von Spiegel (1845–1907), Rittergutsbesitzer und Mitglied des Deutschen Reichstags